# قلعه دختر (خسروشاه)
قلعه دختر یا قیز قالاسی در ۲۵ کیلومتری جنوب شرقی شهرستان تبریز در اراضی شهر لاهیجان استان آذربایجان شرقی قرار دارد.
این دژ به دلیل اشرافیت کلی برمنطقه در زمان گذشته شهرت بسیاری داشته‌است.

## پیشینه و موقعیت دژ
این اثر تاریخی در سال ۸۱ ثبت ملی شده‌است به استناد کتابهای تاریخی اولین محل تشکیل روستای لاهیجان خسروشاه) کنونی واقع در بخش خسروشاه در اطراف کوه قیز قلعه بوده و اجداد اهالی روستای لاهیجان خسروشاه نیز در قبرستان پای کوه قیز قلعه دفن گردیده‌اند و در ایام قدیم نیز در محل فوق آئین احسان و قربانی توسط اهالی روستای لاهیجان انجام می‌گرفته‌است.
طبق تحقیقات باستان‌شناسی به عمل آمده استقرار در این قلعه به دوران قبل از اسلام می‌رسد. در زمان بابک از اهمیت بسزایی برخوردار بوده و سال‌ها به عنوان دژدیده بانی مورد استفاده قرار گرفته‌است.
آثاری در این قسمت دیده می‌شود که حکایت از وجود یک ساختمان ۲۲×۲۴ متری دارد که هم‌اکنون با خاک یکسان شده و به احتمال قوی جایگاه دژبانان بوده‌است؛ چرا که این قسمت به‌طور کامل به قلعه و راه‌های همجوار اشراف دارد. این ساختمان با ملات گل و آجرخشتی ساخته شده بوده‌است.
در اطراف قیز قلعه روستای لاهیجان قنات‌های چند صد ساله منجمله اورتا گولی لاهیجان و چی چی گولی لاهیجان و قیزقلعه گولی لاهیجان و باغات موجود حاصل از آب قنات‌ها نشان از شکوفایی کشاورزی و جمعیت کثیر لاهیجان در سالهای قبل از اسلام می‌باشد.